# Церби (Алесандрија)
Церби је насеље у Италији у округу Алесандрија, региону Пијемонт.
Према процени из 2011. у насељу је живело 415 становника. Насеље се налази на надморској висини од 139 м.